# Бра (сыр)
Бра (итал. Bra) — итальянский полутвердый сыр из коровьего молока (не менее 90 %), с добавлением молока коз или овец. Название происходит от одноимённого городка, куда в Средневековье сыр привозили на продажу. Сыр производят в провинции Кунео, Пьемонт.

## История
Сыр имеет довольно древнюю историю. Сыр производят, по меньшей мере, с XIV века в горах и долинах провинции Кунео. С 16 декабря 1982 года зона его производства была ограничена только этой провинцией. С 1 июля 1996 года сыр получил категорию DOP.

## Технология производства
Для производства сыра используют частично сепарированное коровье молоко с одной или двух доек, обычно с небольшим добавлением овечьего или козьего молока (или и того, и другого). Молоко перед производством нагревают до температуры 36—38 °С для мягкой разновидности будущего сыра (итал. Bra Tenero) или 27—32 °С для твердой (итал. Bra Duro), а потом добавляют фермент для свёртываемости. После этого сырную массу дважды измельчают, раскладывают по цилиндрическим формам, прессуют и солят. Обычно сыр дважды солят сухим способом, но иногда засаливают в рассоле. Мягкий сыр выдерживают не менее 45 дней, и употребляют, когда он ещё не успел затвердеть, более зрелую, твёрдую версию выдерживают не менее 6 месяцев.

## Характеристика сыра
Мягкий Бра имеет сладковатый, умеренно острый вкус, белый или желтоватый цвет. Твёрдый сыр отличается более острым вкусом и плотной структурой с небольшими дырочками. Жирность сыра — около 32 %.

## Употребление
Бра едят как самостоятельное блюдо. Также используют для приготовления соуса песто, и в измельчённом виде для приготовления разнообразных блюд.